# Borabenzène
Le borabenzène est un composé organoboré hypothétique de formule C5H5B. Contrairement au benzène C6H6, qui lui est apparenté mais très stable, le borabenzène serait une molécule déficitaire en électrons. On en connaît des dérivés tels que l'anion boratabenzène [C5H5BH]− et ses dérivés.

## Adduits
Il est possible d'isoler des adduits de borabenzène et de bases de Lewis. De tels adduits sont obtenus par des voies indirectes, car le borabenzène pur n'existe pas. On utilise à cette fin le 4-silyl-1-méthoxyboracyclohexadiène Me3Si−C5H5B−OMe :
Me3Si−C5H5B−OMe + C5H5N ⟶ C5H5B··NC5H5 + Me3Si−OMe.
L'adduit C5H5B··NC5H5 de borabenzène et de pyridine est structurellement apparenté au biphényle C6H5−C6H5. Ce composé a une couleur jaune alors que le biphényle est incolore, ce qui indique une structure électronique distincte. Le ligand pyridine est étroitement lié au borabenzène, car on n'observe pas d'échange avec de la pyridine libre, même à haute température.

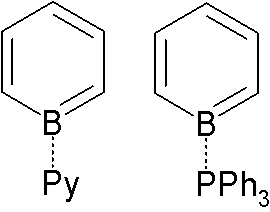
Adduits de borabenzène avec la pyridine et la triphénylphosphine.

L'adduit de borabenzène et de pyridine se comporte comme un diène, non comme un analogue du biphényle, et est sujet à la réaction de Diels-Alder.

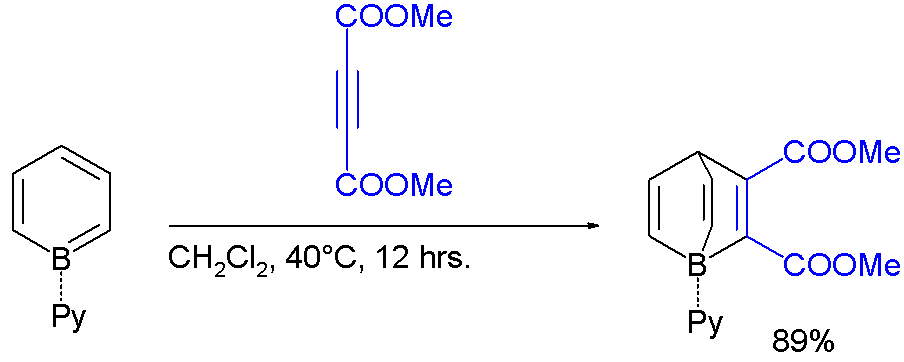
Synthèse de borabarrélène par une réaction de Diels-Alder sur un adduit borabenzène-pyridine.